# Sextus Appius Severus
Sextus Appius Severus (fl. aut. 70) était un homme politique de l'Empire romain.

## Vie
Fils d'un Sextus Appius.
Il fut sénateur et questeur autour de 70.
Il fut le père d'Appia Severa, femme de Lucius Ceionius Commodus,.